# Ashford Common
Ashford Common – wieś w Anglii, w hrabstwie Surrey. Leży 25 km na południowy zachód od centrum Londynu.